# 23 – Nichts ist so wie es scheint
23 – Nichts ist so wie es scheint ist ein Film von Hans-Christian Schmid aus dem Jahr 1998. Er wurde von der Firma Claussen + Wöbke produziert und beruht auf den wahren Begebenheiten des sogenannten KGB-Hacks.
Dieser Fall, bei dem in den 1980er Jahren eine Gruppe junger westdeutscher Computerhacker wegen Spionagetätigkeiten für den sowjetischen Geheimdienst KGB verhaftet wurde, war häufig Gegenstand in der deutschsprachigen Literatur. Mit dem Film 23 – Nichts ist so wie es scheint stand jedoch erstmals die Figur des dem Chaos Computer Club (CCC) nahestehenden Karl Koch aus Hannover im Vordergrund.
Der Titel des Films spielt auf die Obsession der Hauptfigur mit der Zahl 23 an.

## Handlung
In der Bundesrepublik der 1980er Jahre – zur Zeit der Friedensbewegung, der Anti-Atomkraft-Demonstrationen (unter anderem vor dem Kernkraftwerk Brokdorf) und der Endphase des Kalten Krieges – empfindet der 19-jährige Karl Koch die Welt um sich herum als falsch und bedrohlich. Als Waisenkind aufgewachsen und von seinem autoritären Pflegevater geprägt, flüchtet er sich in die Welt der Computer und Verschwörungstheorien. Inspiriert von der Romanfigur Hagbard Celine aus Robert Sheas und Robert Anton Wilsons Illuminatus!-Trilogie, macht er sich von Hannover aus auf die Suche nach den Hintergründen politischer und wirtschaftlicher Macht und entdeckt Zeichen (wie die Zahl 23), die ihn an eine weltweite Verschwörung glauben lassen. Die Zahl 23 begegnet ihm überall: in Quersummen von Geburtsdaten, historischen Ereignissen und scheinbar zufälligen Alltagssituationen. Karls Vater, ein konservativer Zeitungsredakteur aus Hannover, stirbt an einem Gehirntumor. Von den geerbten 50.000 Mark mietet Karl eine Wohnung und lädt seine Bekannten zu ausschweifenden Partys ein, bei denen er seine Theorien über die Illuminaten verbreitet.
Bei einer Tagung des Chaos Computer Clubs in Hamburg lernt Karl den technisch begabten Schüler David kennen, der seine Faszination für Computer teilt. Robert Anton Wilson, der Autor von Illuminatus!, hält auf dieser Tagung einen Vortrag über Realitätstunnel und multiple Wahrheiten, was Karl tief beeindruckt. David und Karl gelingt es, das damals erst entstehende globale Datennetz (hier Datex-P) mit einem SX-64, der tragbaren Version eines Commodore-Heimcomputers, und einem Akustikkoppler auszutricksen. Sie dringen in verschiedene Computersysteme ein, darunter amerikanische Militärcomputer und Forschungseinrichtungen. Aus Geldnot und einer Mischung aus Idealismus und Abenteuerlust heraus werden sie zu Spionen für den KGB. Ihre Kontaktmänner, die zwielichtigen Gestalten Pepe und Lupo, versprechen ihnen hohe Geldsummen für verwertbare Informationen aus westlichen Computersystemen.
Der zunehmende Druck, immer spektakulärere Hacks in fremde Systeme zu leisten, treibt Karl immer weiter in die Kokainabhängigkeit. Die Droge hilft ihm zunächst, tagelang wach zu bleiben und sich auf seine Hacking-Aktivitäten zu konzentrieren, verstärkt aber auch seine paranoiden Tendenzen. Karl, der oft tagelang ohne Schlaf und im Kokainrausch vor dem Rechner sitzt, leidet unter immer stärkeren Wahnvorstellungen; die Grenzen zwischen Traum und Realität verschwimmen. Er glaubt, von Agenten verfolgt zu werden, sieht überall Kameras und Abhörgeräte und ist überzeugt, dass die Illuminaten seine Aktivitäten überwachen. Seine Beziehung zu seiner Freundin Paulina zerbricht unter der Last seiner Paranoia und Drogensucht. Als das Vertrauen zu David zerbricht – dieser distanziert sich zunehmend von Karls unkontrolliertem Verhalten –, ist Karl auf sich allein gestellt.
Der NDR-Journalist Jochen Maiwald möchte eine aufsehenerregende Story über Hacker schreiben und überredet Karl und David dazu, vor laufender Kamera einen Hack ins deutsche Kernkraftwerk Jülich zu demonstrieren. Obwohl sie nur in ein harmloses Verwaltungssystem eindringen, präsentiert Maiwald die Geschichte sensationsheischend als Beweis für die Verwundbarkeit kritischer Infrastruktur. Das BKA wird jedoch durch diese Aktion auf den Sender und Karl aufmerksam. Die Behörden beginnen, gegen die Hacker-Szene zu ermitteln. Schon bald folgt der psychische Zusammenbruch Karls. Nach der Katastrophe von Tschernobyl verstärken sich seine Ängste vor einer nuklearen Apokalypse, und er wird in ein Krankenhaus eingeliefert. Nach dem qualvollen Entzug wird er in einem psychiatrischen Heim untergebracht, wo er von den KGB-Kontaktmännern Pepe und Lupo bedroht wird, die befürchten, dass er sie verraten könnte.
Nachdem eine Hausdurchsuchung im Funkhaus Hamburg stattgefunden hat und die Ermittlungen sich ausweiten, entschließt sich Karl zur Zusammenarbeit mit den Behörden. Er sagt beim Verfassungsschutz über seine und Davids Aktivitäten aus, enthüllt die Verbindungen zum KGB und wird in ein Zeugenschutzprogramm aufgenommen. Unter neuem Namen arbeitet er später als Fahrer und versucht, ein normales Leben zu führen. Pepe und Lupo werden verhaftet und vor Gericht gestellt.
Schrifttafeln schließen den Film mit kurzen Informationen über den weiteren Weg der Hauptfiguren ab: Koch kommt am 23. Mai 1989 unter ungeklärten Umständen zu Tode – seine verbrannte Leiche wird in einem Waldstück bei Celle gefunden. Die offizielle Todesursache lautet Selbstmord, doch Zweifel bleiben bestehen. Lupo und Pepe erhalten Bewährungsstrafen. David bleibt straffrei und verkauft seine Geschichte an den „Stern“.

## Kritik
„Hans-Christian Schmid hat mit ‚23‘ einen der besten deutschen Filme entworfen, die in den letzten Jahren entstanden sind. Von den Eckdaten des Sujets eher weniger einladend, entwickelt der Stoff eine verblüffende inhaltliche und formale Komplexität.“

„Ein thematisch wie formal außergewöhnlich komplexer, im Godardschen Sinne auch politischer Film, der zugleich von der Verarmung im zwischenmenschlichen Bereich handelt. Ausgehend von einer tatsächlichen Begebenheit, entstand ein Werk, in dem sich unerwartete Potenzen jenseits einer sich ansonsten in Belanglosigkeiten auflösenden, nationalen Kinematografie formulieren.“

## Soundtrack und Versionsunterschiede
Die unten aufgeführten Songs wurden für die Kinoversion genutzt und unterstützten die Stimmung des Films. Für viele von ihnen fehlte eine internationale Lizenz, weshalb in der zweiten, internationalen DVD-Version andere Songs benutzt wurden.
1. Deep Purple – Child in Time
2. Killing Joke – Eighties
3. Iggy Pop – The Passenger
4. Ton Steine Scherben – Rauch-Haus-Song
5. 39 Clocks – DNS
6. The Flying Lizards – Money
7. Dave Pike – Mathar
8. Roxy Music – Love Is the Drug
9. Freundeskreis – Halt Dich An Deiner Liebe Fest – Motiv 23
10. Enjott Schneider – Time Flies
11. Enjott Schneider – Illuminatus
12. Enjott Schneider – Am Winterfeldtplatz
13. Enjott Schneider – Vom BKA Verfolgt
14. Enjott Schneider – Freundschaft
15. Enjott Schneider – Abschied
16. Enjott Schneider – Die Letzte Fahrt

## Auszeichnungen
- 1998: Don-Quixote-Preis (Lobende Erwähnung) und Jugendjurypreis auf dem Internationalen Filmfestival von Locarno
- 1998: Drehbuchpreis auf dem Gijón International Film Festival für Hans-Christian Schmid
- 1999: 2. Platz beim New Faces Award für August Diehl (Bester Nachwuchsdarsteller)
- 1999: Deutscher Filmpreis in Gold für August Diehl (Bester Darsteller), Filmpreis in Silber (Bester Spielfilm)
- 1999: Bayerischer Filmpreis für August Diehl (Bester Nachwuchsdarsteller)
- Die Deutsche Film- und Medienbewertung FBW in Wiesbaden verlieh dem Film das Prädikat besonders wertvoll.